# آلخاندرو خودوروفسکی
آلخاندرو خودوروفسکی (به اسپانیایی: Alejandro Jodorowsky) فیلمساز، نمایشنامه‌نویس، آهنگساز، بازیگر پانتومیم، روان‌درمانگر و نویسنده کتاب‌های بسیاری با مضمون معنویت و فال ورق تاروت و کتاب‌های مصور و رمان‌های ترسیمی شیلیایی-فرانسوی است.
وی بیشتر با سینمای آوانگاردش شناخته شده و مورد تکریم طرفداران سینمای کالت قرار گرفته‌است. کارهای وی سرشار است از تصاویر سوررئال آکنده از خشونت و آمیزه‌ای از عرفان و انگیزش‌های مذهبی.

## زندگی‌نامه
آلخاندرو در سال ۱۹۲۹ در شهر ساحلی و معدنی ایکوئیک واقع در مناطق بیابانی شمال شیلی به دنیا آمد. خانواده‌اش مهاجران روس یهودی‌تبار بودند و مغازه خشکبار داشتند. پدرش هایمی خودوروفسکی گرویزمان تاجر بود و با همسرش سارا فلیسیداد بسیار بدخلق بود. یکبار او را به لاس زدن با یکی از مشتری‌ها محکوم کرد و خشمگین شد و شروع به کتک زدن و تجاوز به او کرد که باعث حاملگی وی شد و این حاملگی منجر به تولد آلخاندرو شد. مادرش به خاطر این اتفاق وحشیانه از همسرش تنفر داشت و آلخاندرو را نیز دوست نداشت و به او می‌گفت «نمی‌توانم تو را دوست داشته باشم» و به ندرت به او محبت می‌کرد. آلخاندرو خواهر بزرگتری هم داشت که از او خوشش نمی‌آمد و باور داشت که او خودپسند بود و «دست به هر کاری می‌زد که من را از خانواده طرد کند خودش را در مرکز توجه قرار دهد.» در کنار خانواده، او از بسیاری از مردم محل زندگیشان نیز بیزار بود که به خاطر اینکه فرزند یک مهاجر بود، همیشه به او به چشم غریبه نگاه می‌کردند. وی می‌گوید که یکی از قدیمی‌ترین خاطراتش از وجود تبعیض ناشی از استعمار آمریکا در شیلی است. مردم شیلی در آن دوران حق قدم گذاشتن به «مناطق زیبای حاشیه قسمت‌های تحت استعمار بیگانگان انگلیسی زبان» جایی که رئسای صنعت معدن آمریکا در رفاه به سر می‌بردند را نداشتند. این رفتار آمریکایی‌ها منجر به این شد که وی بعد تر امپریالیسم آمریکایی و استعمار نو آن‌ها در آمریکای لاتین را در بسیاری از فیلم‌هایش محکوم کند. با وجود همه این‌ها، او زادگاهش را دوست داشت و وقتی در نه سالگی مجبور به ترک آنجا شد، بسیار غمگین شد و به این خاطر از پدرش ناراحت بود. پس از آن به شهر سانتیاگو نقل مکان کردند.
او خود را غرق مطالعه کرد و همین‌طور نوشتن شعر را آغاز کرد. اولین شعرش در ۱۶ سالگی در کنار آشنایی با شاعران اهل شیلی مانند نیکانور پارا و انریکه لین به چاپ رسید. پس از علاقه‌مند شدن به ایدئولوژی سیاسی آنارشیسم به دانشگاه رفت و شروع به تحصیل روانشناسی و فلسفه کرد اما پس از دو سال دانشگاه را ترک کرد و با علاقه‌ای که به تئاتر و مخصوصاً پانتومیم داشت دلقک یک سیرک شد و کار کارگردانی تئاتر را شروع کرد. در این حین، در سال ۱۹۴۷ گروه تئاترش با نام تئاتر میمیکو را تشکیل داد که در سال ۱۹۵۲ پنجاه عضو داشت. سال بعد اولین نمایشنامه‌اش با نام ال مینوتورا (مینیتور: موجودی افسانه‌ای در داستان‌های یونان باستان که نیمی گاو و نیمی انسان بود) را نوشت. با این حال، خودوروفسکی احساس می‌کرد که در شیلی چیز زیادی برای وی نمانده و در آن سال به پاریس رفت.

## فیلمشناسی
- سرهای ترانهاده (۱۹۵۷)
- فاندو و لیس (۱۹۶۸)
- ال توپو (موش کور) (۱۹۷۰)
- کوه مقدس (۱۹۷۳)
- عاج فیل (۱۹۷۸)
- خون مقدس (۱۹۸۹)
- دزد رنگین کمان (۱۹۹۰)
- رقص واقعیت (۲۰۱۳)
- شعر بی‌پایان (۲۰۱۶)
- آبل کین